# Епишев, Владимир Семёнович
Владимир Семёнович Епишев (21 декабря 1925, Митино, Уральская область — 24 июня 1999, Курган) — резьбошлифовщик инструментального цеха Курганского машиностроительного завода имени В. И. Ленина, Герой Социалистического Труда (1971), участник Великой Отечественной войны, лейтенант.

## Биография
Владимир Семёнович Епишев родился 21 декабря 1925 года в семье служащих в селе Митино Новомитинского сельсовета Утятского района Курганского округа Уральской области, ныне село входит в Кетовский муниципальный округ Курганской области. Русский.
В 1936 году Епишевы переехали на жительство в город Курган, где Владимир продолжил учёбу в школе № 12. В начале 1942 года встал к токарному станку — страна остро нуждалась в военной продукции.
В марте 1943 года был призван Курганским ГВК в Рабоче-крестьянскую Красную Армию, окончил полковую школу минометчиков. На фронте с 1944 года. Воевал командиром миномётного взвода 1158-го стрелкового Минского полка 352-й стрелковой Оршанской Краснознамённой ордена Суворова дивизии. Освобождал Белорусскую ССР, громил противников в Германии. Был тяжело ранен, контужен. За мужество и отвагу награждён орденом Отечественной войны II степени и двумя орденами Красной Звезды. Лейтенант.
В 1945 году вступил в ВКП(б), в 1952 году партия переименована в КПСС.
После демобилизации вернулся домой. Некоторое время работал в Кургане в областном управлении издательств, полиграфии и книжной торговли, затем — в обкоме ДОСААФ. Хотелось большого перспективного дела, и молодой офицер запаса, отказавшись поступить на учёбу в военную академию, устроился на недавно вступивший в строй Курганский машиностроительный завод.
В 1954 году оформился учеником резьбошлифовщика, чтобы стать квалифицированным специалистом по важнейшей рабочей профессии. Но, учиться было не у кого. Стоял в цехе один-единственный новенький в заводской смазке резьбошлифовальный станок, но никто не знал, как к нему подступиться. Пришлось профессию осваивать самостоятельно.
А работа была очень сложная: изготовление мерительного инструмента с очень высокой точностью. Далеко не всякую деталь можно обрабатывать на станке без особых приспособлений. На счету резьбошлифовщика Епишева в немалом количестве появились рационализаторские предложения. Как зарегистрированные в журналах, так и никем не зафиксированные. Большинство из них не связано непосредственно с его работой. Но сделано для своего производственного участка, для товарищей по общим делам.
Указом Президиума Верховного Совета СССР от 26 апреля 1971 года Епишеву Владимиру Семёновичу присвоено звание Героя Социалистического Труда с вручением ордена Ленина и Золотой медали «Серп и Молот».
Более тридцати лет работал на заводе. За это время он в совершенстве овладел искусством работы резьбошлифовщика. Продукцию, а точность её изготовления измеряется невидимыми человеческим глазом микронами, он всегда сдавал с первого предъявления с отличным качеством. За годы работы на заводе Владимир Семенович неоднократно выступал инициатором соревнования за сокращение сроков изготовления оснастки и инструмента. На его счету немало рационализаторских предложений и технических усовершенствований, принесших десятки тысяч рублей экономии.
Епишев В. С. принимал активное участие в общественной жизни. На протяжении многих лет избирался членом городского и районного комитетов партии, парткома завода, возглавлял областной совет наставников, был агитатором и пропагандистом, секретарем областного совета профсоюзов на общественных началах.
Жил в городе Кургане Курганской области.
Владимир Семёнович Епишев скончался 24 июня 1999 года. Похоронен на Новом Рябковском кладбище города Кургана Курганской области.

## Награды
- Герой Социалистического Труда, 26 апреля 1971 года
  - Орден Ленина № 402672
  - Медаль «Серп и Молот» № 16848
- Орден Отечественной войны I степени, 6 ноября 1985 года[4]
- Орден Отечественной войны II степени № 380296, 7 марта 1945 года[5]
- Орден Красной Звезды, дважды: № 1162323, 21 марта 1945[6]; 30 мая 1945 года[7]
- Медаль «За трудовое отличие», 28 июля 1966 года
- Медаль «За победу над Германией в Великой Отечественной войне 1941—1945 гг.»
- Юбилейная медаль «Двадцать лет Победы в Великой Отечественной войне 1941—1945 гг.»
- Юбилейная медаль «Тридцать лет Победы в Великой Отечественной войне 1941—1945 гг.»
- Юбилейная медаль «Сорок лет Победы в Великой Отечественной войне 1941—1945 гг.»
- Юбилейная медаль «50 лет Победы в Великой Отечественной войне 1941—1945 гг.»
- Медаль «За взятие Кёнигсберга»
- Знак ЦК ВЛКСМ «Лучший наставник молодёжи»
- Заслуженный машиностроитель РСФСР, 1986 год
- Почетный гражданин города Кургана, 1977 год
- Заслуженный машиностроитель завода имени В. И. Ленина

## Память
- Его именем назван улица в Заозерном жилом массиве города Кургана. Расположена на северной окраине 1-го микрорайона.
- Мемориальная доска на доме, где жил Герой, город Курган, ул. Карла Маркса, 76. Установлена в 1999 году — 55°26′31″ с. ш. 65°21′13″ в. д.HGЯO[8].

## Семья
Жена Галина Андреевна (9 мая 1930 — 3 мая 2020)